# Tityus ahincoi
Espèce
Tityus ahincoi est une espèce de scorpions de la famille des Buthidae.

## Distribution
Cette espèce est endémique de l'État de Mérida au Venezuela. Elle se rencontre vers Campo Elías et Arzobispo Chacón.

## Description
Le mâle holotype mesure 43,18 mm et la femelle paratype 38,57 mm.

## Étymologie
Cette espèce est nommée en l'honneur de l'AHINCO - Grupo ecologista de la poblacíon de Ejido.

## Publication originale
- González-Sponga, 2001 : « Arácnidos de Venezuela. Cuatro nuevas especies del género Tityus (Scorpionida: Buthidae). » Acta Biologica Venezuelica, vol. 21, no 3, p. 69-83 (texte intégral).